# Welcome to Sky Valley
Welcome to Sky Valley ist das 1994 veröffentlichte dritte Musikalbum (wenn man die bereits 1990 erschienene EP Sons of Kyuss nicht berücksichtigt) der amerikanischen Stoner-Rock-Band Kyuss. Es gilt mit bekannten Songs wie Gardenia oder Demon Cleaner als eines der typischsten Stoner-Rock-Alben.
Charakteristisch für das Album ist der raue, sehr tiefe Klang der heruntergestimmten Gitarre von Josh Homme. Sein psychedelischer, rhythmischer Stil gemischt mit dem virtuosen Spiel des neuen Bassisten Scott Reeder, der Nick Oliveri ersetzte, definierten den Sound von Kyuss neu.
Das Album enthält 10 Songs sowie den Hidden Track Lick Doo. Die 10 Songs sind nach Aussage der Band in ihrer Gesamtheit als ein Konzeptalbum anzusehen, welches 3 Sektionen umfasse.citation needed Dementsprechend wurden in einigen Ausgaben jeweils 3 (bzw. 4) einzelne Songs zu einem Track zusammengefasst. Besonders europäische Ausgaben von Welcome to Sky Valley erschienen jedoch mit separierten Songs, also mit 10 Tracks.

## Titelliste
1. Gardenia / Asteroid / Supa Scoopa and Mighty Scoop – 17:46
2. 100° / Space Cadet / Demon Cleaner – 14:50
3. Odyssey / Conan Troutman / N.O. / Whitewater – 18:19
4. Lick Doo (Hidden Track) – 0:57

### Europäische Version
1. Gardenia (Bjork) – 6:54
2. Asteroid (Homme) – 4:48
3. Supa Scoopa and Mighty Scoop (Homme) – 6:03
4. 100° (Homme) – 2:29
5. Space Cadet (Homme, Reeder) – 7:02
6. Demon Cleaner (Homme) – 5:19
7. Odyssey (Homme) – 4:19
8. Conan Troutman (Homme) – 2:11
9. N.O. (Mario Lalli, Reeder) – 3:47
10. Whitewater (Bjork, Homme) – 8:58 (enthält Lick Doo)